# Okobo
L'Okobo és una llengua que es parla a l'estat de Akwa Ibom, al sud-est de Nigèria. Es parla a la LGA d'Okobo.
L'ilue és una llengua de la subfamília lingüística de les llengües del baix Cross, que formen part de les llengües Benué-Congo. L'ilue té dos dialectes
L'etnologue xifra que el 1991 hi ha 50.000 parlants d'okobo.
El 952% dels okobo-parlants són seguidors de les religions cristianes: l' 11% pertanyen a esglésies evangèliques, el 25% són protestants, el 35% són catòlics i el 40% són d'esglésies independents. El 8% restant són seguidors de religions tradicionals africanes.